# 小松政
小松 政（こまつ ただし、1976年〈昭和51年〉4月21日 - ）は日本の政治家。佐賀県武雄市長（3期）。

## 経歴
1976年4月21日、京都府に生まれる。東京大学法学部卒業後、総務省に入省した。福岡市への出向時代に樋渡啓祐と出会い、その縁もあって2010年に武雄市職員となった。武雄市では、企画係長、市長秘書官、秘書課長を歴任した。
2015年1月11日に行われた武雄市長選挙に佐賀県知事選挙に立候補するため市長を辞職した樋渡から後継指名を受け立候補し当選。
※当日有権者数：40,326人 最終投票率：68.8%（前回比：+1.02pts）
| 候補者名 | 年齢 | 所属党派 | 新旧別 | 得票数   | 得票率 | 推薦・支持 |
| -------- | ---- | -------- | ------ | -------- | ------ | ---------- |
| 小松政   | 38   | 無所属   | 新     | 14,081票 | 51.3%  |            |
| 谷口優   | 67   | 無所属   | 新     | 13,385票 | 48.7%  |            |

2018年12月9日、無投票で再選を果たした。
2022年12月18日投開票の市長選で3選。
※当日有権者数：39,298人 最終投票率：49.44%（前回比：pts）
| 候補者名 | 年齢 | 所属党派 | 新旧別 | 得票数   | 得票率 | 推薦・支持 |
| -------- | ---- | -------- | ------ | -------- | ------ | ---------- |
| 小松政   | 46   | 無所属   | 現     | 15,045票 | 78.14% |            |
| 宮本栄八 | 67   | 無所属   | 新     | 4,210票  | 21.86% |            |

## 人物
- 座右の銘はジャン＝ジャック・ルソーの「精神の自由」で、東大時代の恩師である蒲島郁夫から贈られた[3]。
- 東大時代は合唱部に所属していた[3]。